# El Observador (Cádiz)
El Observador fue un periódico española de corta vida, editado en la ciudad de Cádiz en 1899

## Historia
Nació en 1899 como un diario católico e integrista. Fue fundado, entre otros, por el aristócrata Antonio Aldama y Mendívil y el periodista católico Manuel Sánchez Asensio. Este último sería su director, por encargo del conde de Aldama. El diario, que llegó a tener dos ediciones diarias, pronto se hizo notorio en la capital gaditana a raíz de unas polémicas declaraciones de Sánchez Asensio en relación con el fallecimiento de Emilio Castelar —la indignación popular llegó a ser tal que Asensio tuvo que abandonar la ciudad—. El diario mantuvo una abierta rivalidad y enfrentamiento con el Diario de Cádiz, decano de la prensa gaditana. A pesar de su impacto El Observador se mantuvo lejos de otras publicaciones hegemónicas de la ciudad, como era el caso del Diario de Cádiz. Tuvo una corta existencia y desaparecería poco después.
La cabecera reaparecería en 1916 como un semanario, ahora también enfocado hacia las provincias de Huelva y Sevilla.